# 超羣
超羣麵包西餅（英語：Maria's Bakery）是香港一家連鎖式餅店，前身為李曾超羣創辦的超羣西餅，目前是合興集團旗下公司。一九九八年超羣餅店清盤，大量市民的餅卡頓變廢紙之後，預繳式消費的問題已惹來社會關注。

## 歷史

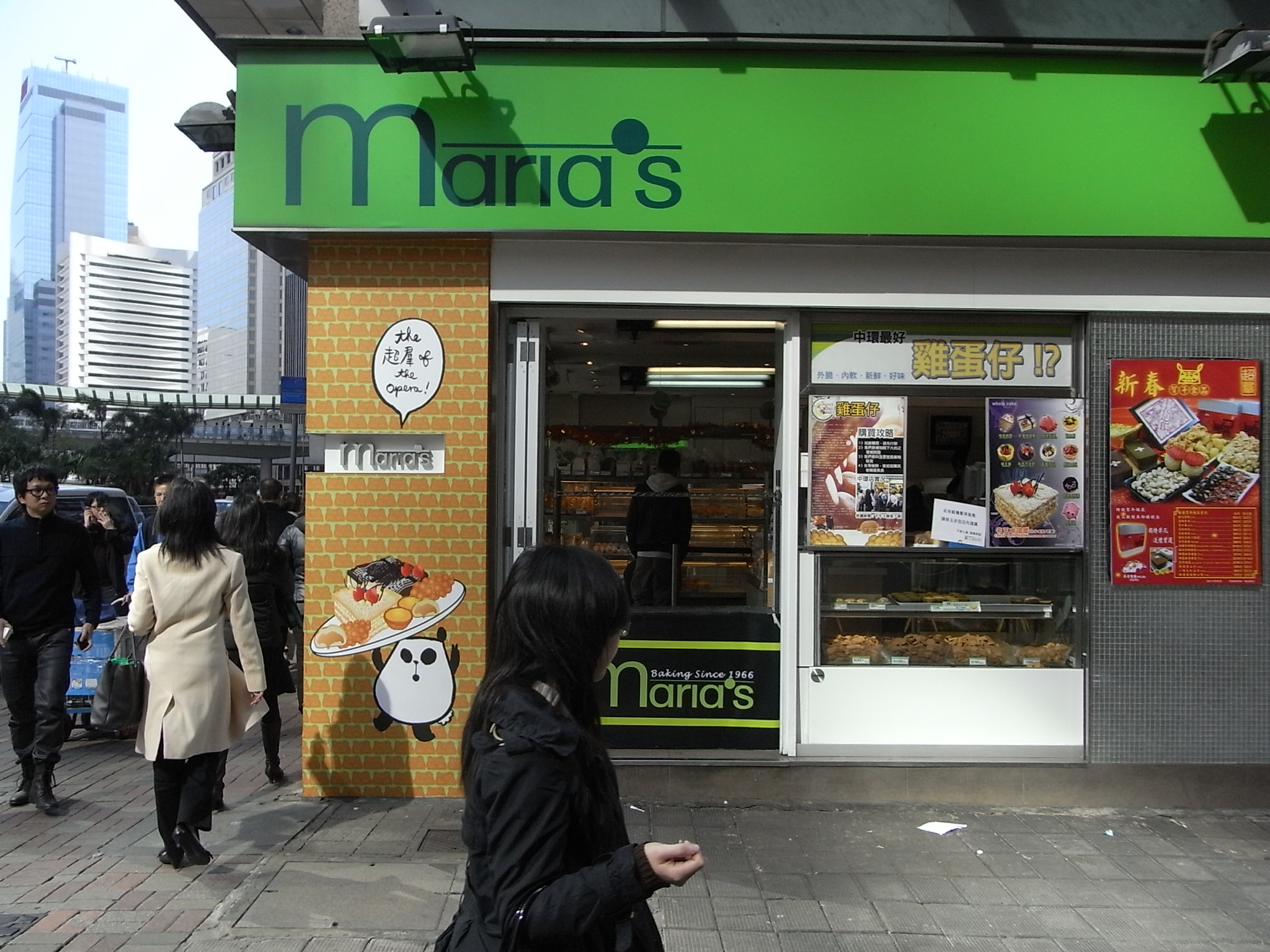
翻新前中環超群西餅店，當時沿用2005年分店設計。

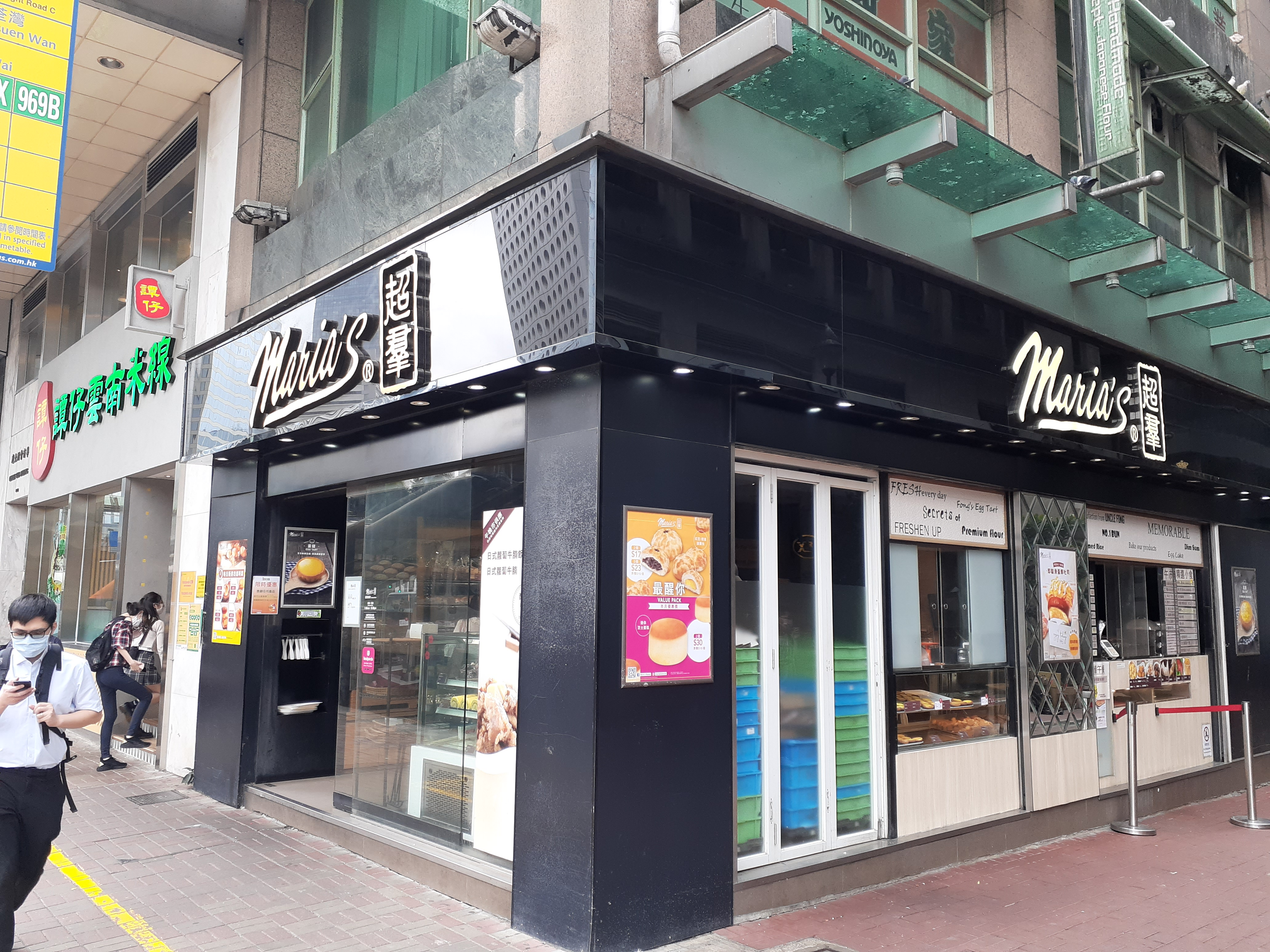
中環超群西餅店（第一次翻新後，2021年4月）

李曾超羣在1966年12月於太子道開設首間超羣西餅，其後全盛時期於香港有逾60間分店，營業額每年過億港元，業務亦拓展至中國大陸、台灣、美國及加拿大，曾經與美心西餅並稱為香港兩大西餅店。
超羣西餅曾推出至今仍屬經典的芒果蛋糕及栗子蛋糕，推出港式麵包，更開創以「餅卡」換餅、放置箝子給顧客自行夾麵包
。
1972年，超群發行第一張永久通用餅卡。
1970年代初期，因為看中台灣每年約有15萬對新人的市場，超群喜餅在台灣成立「超群西餅股份有限公司」投入台灣喜餅市場。
1977年，超群西餅首度把西式喜餅引進台灣，因為新穎、手工細緻，改變台灣以肉餅為訂婚喜餅的習慣，連續10年獲得台灣喜餅市場的首位。超群西餅也在每年台灣中秋節前推出月餅預購，「超群月餅」在台灣月餅市場也曾有一席之地。
1997年，超群喜餅香港總店因為資金周轉不靈，台灣及北美業務因為管理層將製餅工場的出品轉運到私下開設的餅店發售，令到成本大大增加，最終被迫清盤。
1998年，超群清盤 餅卡頓變廢紙
「一九九八年超群餅店清盤，大量市民的餅卡頓變廢紙之後，預繳式消費的問題已惹來社會關注。」（來源：東方日報）
1998年，由合興集團收購並於7月16日復業。
2005年，分店設計及產品包裝上換上新形象。
2010年，開設Facebook專頁。
2021年，李曾超羣設 1966烘焙聯盟，網上討論未知當年 超群餅卡 是否仍是廢紙。

## 產品
超羣售賣多種麵包西餅，並售賣蛋撻、雞蛋仔、瑪芬和流沙包。超羣也推出各種節日產品，如粽及月餅等。此外，亦推出紅桃獻壽及小公主系列等精選蛋糕。

## 香港分店

### 現時的分店
- 中環干諾道中香林大廈
- 銅鑼灣波斯富街
- 太子道西182號
- 觀塘順利邨
- 牛頭角淘大商場（UNCLE FONG）
- 東涌富東商場

### 已結業分店（1998年復業後至今）
- 西環卑路乍街116號
- 中環街市（1966年烘焙聯盟）
- 鰂魚涌康怡廣場南座AEON
- 柴灣小西灣邨
- 薄扶林華貴商場
- 旺角花園街友和大廈
- 美孚萬事達廣場
- 土瓜灣馬頭圍邨
- 何文田愛民商場
- 大圍顯徑商場
- 沙田置富第一城
- 馬鞍山恆安商場
- 大埔大埔超級城A區
- 大埔運頭塘商場
- 荃灣福來邨
- 荃灣地皇廣場

## 另見
- 郭元益食品
- 伊莎貝爾喜餅
- 大黑松小倆口
- AMOUREUX純愛甜心

## 外部連結
- 超羣Facebook專頁 （页面存档备份，存于）
- Maria's 超群西餅廣告 1986 （页面存档备份，存于）